# Episodi di American Dad! (diciottesima stagione)
La diciottesima stagione della serie animata American Dad! viene trasmessa negli Stati Uniti dal 19 aprile 2021 al 25 ottobre su TBS.
In Italia è stata trasmessa su Italia 1 e in streaming gratuito su Mediaset Infinity dal 7 al 17 agosto 2023 alle 14:50 (alle 15:05 il 15 e il 16 agosto), saltando momentaneamente gli episodi 1, 6, 10, 14 e 16, che sono stati trasmessi dal 4 al 25 settembre 2023 in prima serata su Italia 2.
| N° | Codice di produzione | Titolo originale                                                          | Titolo italiano                               | Prima TV USA                                        | Prima TV Italia              |
| -- | -------------------- | ------------------------------------------------------------------------- | --------------------------------------------- | --------------------------------------------------- | ---------------------------- |
| 1  | FAJN01               | Who Smarted?                                                              | Il seme dell'intelligenza                     | 19 aprile 2021                                      | 4 settembre 2023 (Italia 2)  |
| 2  | FAJN02               | Russian Doll                                                              | Bambola russa                                 | 26 aprile 2021                                      | 7 agosto 2023                |
| 3  | FAJN03               | Stan Moves to Chicago                                                     | Stan va a Chicago                             | 3 maggio 2021                                       | 7 agosto 2023                |
| 4  | FAJN04               | Shakedown Steve                                                           | Il fratello maggiore                          | 10 maggio 2021                                      | 8 agosto 2023                |
| 5  | FAJN05               | Klaus and Rogu in "Thank God for Loose Rocks": An American Dad! Adventure | Klaus e Rogu in grazie per le rocce instabili | 17 maggio 2021                                      | 8 agosto 2023                |
| 6  | FAJN06               | The Wondercabinet                                                         | La cabina delle meraviglie                    | 24 maggio 2021                                      | 11 settembre 2023 (Italia 2) |
| 7  | FAJN07               | Little Bonnie Ramirez                                                     | Il piccolo Bonnie Ramirez                     | 31 maggio 2021                                      | 9 agosto 2023                |
| 8  | FAJN08               | Dancin' A-With My Cell                                                    | Ballando con le mie cellule                   | 7 giugno 2021                                       | 9 agosto 2023                |
| 9  | FAJN09               | Mused and Abused                                                          | Usato e gettato                               | 14 giugno 2021                                      | 10 agosto 2023               |
| 10 | FAJN11               | Henderson                                                                 | Henderson                                     | 21 giugno 2021                                      | 18 settembre 2023 (Italia 2) |
| 11 | FAJN12               | Hot Scoomp                                                                | A caccia di scoop                             | 28 giugno 2021                                      | 11 agosto 2023               |
| 12 | FAJN14               | Lumberjerk                                                                | Il boscaiolo                                  | 5 luglio 2021                                       | 11 agosto 2023               |
| 13 | FAJN15               | Stan & Francine & Stan & Francine & Radika                                | Stan e Francine e Stan e Francine e Radika    | 12 luglio 2021                                      | 14 agosto 2023               |
| 14 | FAJN16               | Flush After Reading                                                       | Libri e sciaquone                             | 19 luglio 2021                                      | 25 settembre 2023 (Italia 2) |
| 15 | FAJN17               | Comb Over: A Hair Piece                                                   | Cambio di look                                | 26 luglio 2021                                      | 10 agosto 2023               |
| 16 | FAJN13               | Plot Heavy                                                                | Il cimitero di Pip                            | 6 luglio 2021 (iTunes Store) 2 agosto 2021 (TBS)    | 25 settembre 2023 (Italia 2) |
| 17 | FAJN18               | The Sinister Fate!!                                                       | Un destino inquietante                        | 9 agosto 2021                                       | 14 agosto 2023               |
| 18 | FAJN19               | Dr. Sunderson's SunSuckers                                                | Succhia-sole del dott. Sunny Sunderson        | 16 agosto 2021                                      | 15 agosto 2023               |
| 19 | FAJN20               | Family Time                                                               | In famiglia                                   | 23 agosto 2021                                      | 15 agosto 2023               |
| 20 | FAJN21               | Cry Baby                                                                  | Pianto a comando                              | 30 agosto 2021                                      | 16 agosto 2023               |
| 21 | FAJN22               | Crystal Clear                                                             | Potere dei cristalli                          | 6 settembre 2021                                    | 16 agosto 2023               |
| 22 | FAJN10               | Steve's Franken Out                                                       | Il club delle scienze                         | 30 agosto 2021 (iTunes Store) 25 ottobre 2021 (TBS) | 17 agosto 2023               |

## Il seme dell'intelligenza
- Titolo originale:
- Diretto da:
- Scritto da:

### Trama
Jeff, non sentendosi all'altezza di Hayley, decide di sottoporsi a un intervento di chirurgia sperimentale per aumentare il suo quoziente intellettivo.

## Bambola russa
- Titolo originale:
- Diretto da:
- Scritto da:

### Trama
Bullock e i suoi devono inserire una cimice in una bambola e farla recapitare a Mosca, alla piccola Zoya Kirilenko, figlia della malavitosa Anastasia per intercettarla.

## Stan va a Chicago
- Titolo originale:
- Diretto da:
- Scritto da:

### Trama
Un amico del college di Stan ha fatto carriera come autore e comico, e Stan ricorda che la sua vita sarebbe cambiata, se si fosse trasferito a Chicago con lui.

## Il fratello maggiore
- Titolo originale:
- Diretto da:
- Scritto da:

### Trama
Steve si lamenta di non avere un fratello maggiore che gli faccia scoprire cose nuove, mentre Stan vince un buono per portare tutta la famiglia in una escape-room.

## La cabina delle meraviglie
- Titolo originale:
- Diretto da:
- Scritto da:

### Trama
Steve si appassiona alla proiezione astrale grazie a un programma radiofonico condotto da Palmer Elymas. Intanto Roger è alla guida di un furgone "a luci rosse".

## Il piccolo Bonnie Ramirez
- Titolo originale:
- Diretto da:
- Scritto da:

### Trama
Visto l'ultimo personaggio, Francine trova che Roger abbia perso il suo smalto, cosa che fa saltare la mosca al naso all'alieno.

## Ballando con le mie cellule
- Titolo originale:
- Diretto da:
- Scritto da:

### Trama
Stan scopre di poter rendere la sua famiglia più simile a lui, trasferendo su di loro il proprio forte, determinato e intraprendente DNA.

## Usato e gettato
- Titolo originale:
- Diretto da:
- Scritto da:

## Henderson
- Titolo originale:
- Diretto da:
- Scritto da:

## A caccia di scoop
- Titolo originale:
- Diretto da:
- Scritto da:

### Trama
Hayley entra inconsapevolmente a far parte di una "setta sportiva" e Francine, esperta in materia di sette, prova a darle una mano a uscirne.

## Il boscaiolo
- Titolo originale:
- Diretto da:
- Scritto da:

### Trama
Stan e' geloso di Jeff e del suo talento come taglialegna e fa di tutto per sabotarlo e fare bella figura senza riconoscergli alcun merito.

## Stan e Francine e Stan e Francine e Radika
- Titolo originale:
- Diretto da:
- Scritto da:

### Trama
Stan e Francine pensano di aver avuto la meglio in una vecchia discussione, e decidono di tornare indietro nel tempo per accertare la verità.

## Libri e sciaquone
- Titolo originale:
- Diretto da:
- Scritto da:

### Trama
Dopo aver avuto un attacco di diarrea in aereo, e' da due anni che Francine ogni sera non usa il bagno di casa ma va a fare i suoi bisogni in biblioteca.

## Cambio di look
- Titolo originale:
- Diretto da:
- Scritto da:

### Trama
Mentre Francine, Hayley e Steve sognano di diventare degli sciacalli come quelli del film "Lo sciacallo", Stan vuole farsi perdonare da Roger per averlo offeso.

## Un destino inquietante
- Titolo originale:
- Diretto da:
- Scritto da:

### Trama
Mentre Roger è alle prese con un gruppo di improvvisazione e Stan con la realizzazione di una "tana per soli uomini", Hailey fa amicizia con una novantenne.

## In famiglia
- Titolo originale:
- Diretto da:
- Scritto da:

### Trama
Mentre Roger cerca di alleviare lo stress conducendo la vita di un fiore, gli altri membri della famiglia Smith vengono tenuti prigionieri a casa del Dottor Weitzman.